# Sant Pau de Narbona d'Anglesola
Sant Pau de Narbona és l'església parroquial d'Anglesola, a l'Urgell, declarada bé cultural d'interès nacional.

## Història
La parròquia d'Anglesola apareix documentada per primer cop el 1160 en la relació de parròquies del bisbat de Vic més antiga que es coneix. Va pertànyer a aquest bisbat fins al segle xvi, que passà al de Solsona. Va ser donada l'any 1097 per Sança, vídua de Berenguer Gombau d'Anglesola, a la canònica de Santa Maria de Solsona, situació que consta en la butlla de confirmació de possessions de la canònica feta pel papa Eugeni III el 1151 i que comportava que els rectors fossin proveïts pel paborde de Solsona. A finals del segle xiii el rector d'Anglesola havia de donar o prestar a l'església de Solsona cada any una alberga, la quarta part dels drets parroquials d'Anglesola i la quarta part dels drets que el rector rebia de les sufragànies de la parròquia. En el testament de Pere Mestre del 1139 hi ha un llegat de 2 sous al'obra de l'església i de 3 sous als seus clergues perquè diguessin misses per la seva ànima. Els senyors d'Anglesola foren grans protectors del temple i feren nombroses donacions com la del 1175 de Bernat d'Anglesola, qui llegà a Sant Pau la part dels seu alou que el bisbe de Vic i l'abat de Poblet creguessin convenient. L'existència d'una comunitat de clergues consta des del 1172 en un document d'una donació feta per part dels senyors d'Anglesola. El 1176 es consigna Berenguer, capellà d'Anglesola.

## Arquitectura

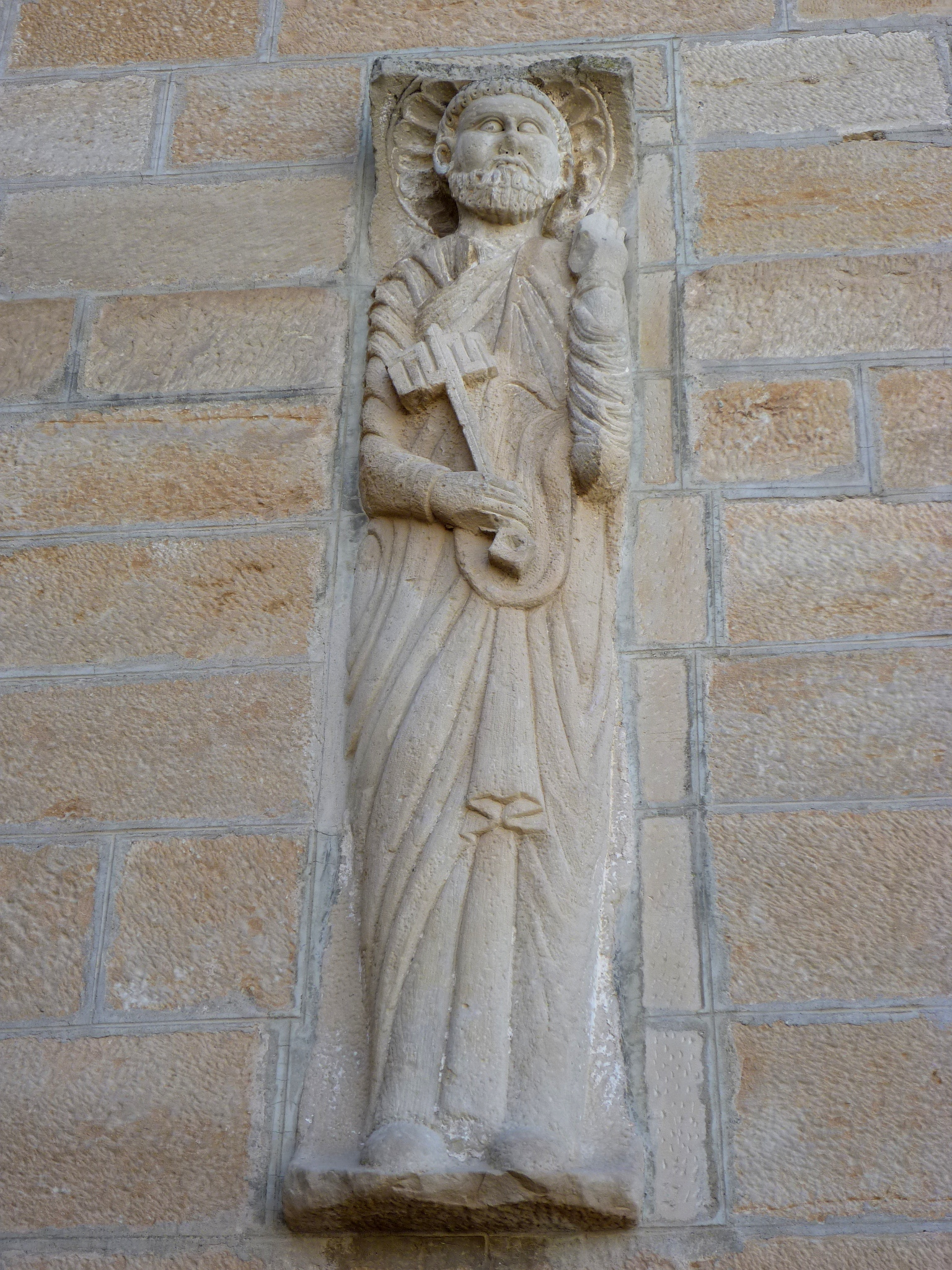
Imatge de Sant Pere, del s XII, procedent de l'antiga església del s XII (2013)

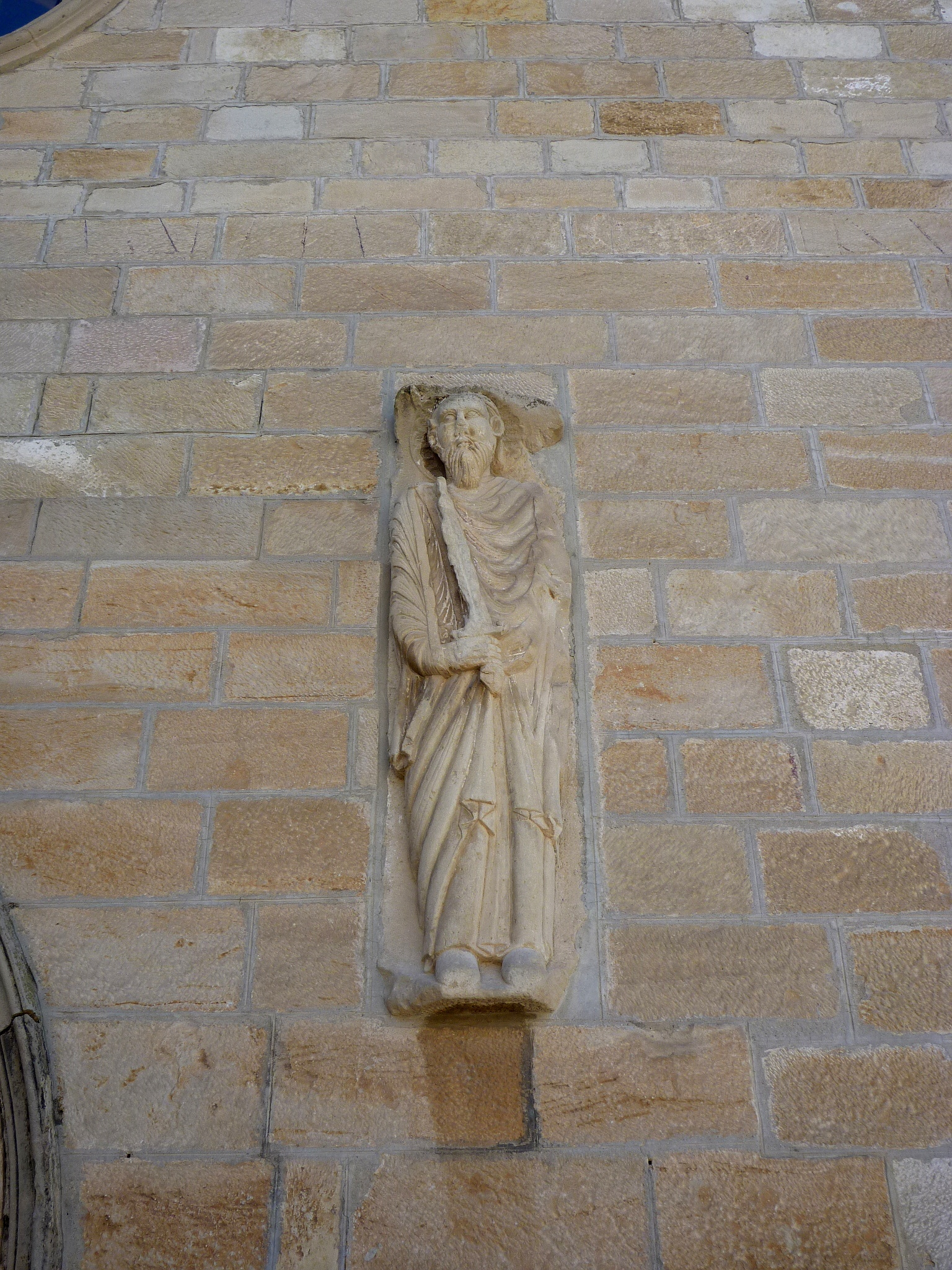
Imatge de Sant Pau, del s XII, procedent de l'antiga església del s XII (2013)

Aquesta església, bastida al segle xvi, és de nau única, amb cor als peus i capelles laterals, ubicades entre contraforts no manifests a l'exterior. El sistema de cobertes combina la utilització de voltes de creueria i d'aresta, compatibles dins una tradició constructiva afermada encara en solucions gòtiques, al costat de les de canó, reflectint un fenomen d'hibridació d'estils, ben característic d'algunes obres arquitectòniques del segle xvi a Catalunya El frontis, molt simple, presenta un únic portal amb arc de mig punt adovellat, resseguit per un guardapols, i es complementa amb l'òcul obert a la part superior de la façana, que és de coronament motllurat. El campanar, adossat al mur lateral, és de planta quadrada amb accés exterior, té cornises que el divideixen en alçat, tot definint diversos cossos, el darrer dels quals presenta obertures de dobles finestres amb arc de mig punt. Una balustrada tanca el nivell superior a manera de terrat.

### Escultures de Sant Pau i Sant Pere
A la façana de l'actual església de Sant Pau hi ha encastades dues figures en relleu corresponents a Sant Pere i Sant Pau que provenen de la desapareguda església romànica del segle xii. La seva considerable mida i el treball dels plecs podria fer pensar que formaren part d'alguna portalada però no s'ha confirmat. Són les dues úniques peces que es conservaren de l'antiga església per a decorar la nova. Els dos sants van nimbats i porten els atributs corresponents: Sant Pere amb les claus i Sant Pau amb l'espasa. La tipologia és la usual, Sant Pere amb barba i uns cabells arrissats fets amb trepà i amb la mirada cap a la dreta. Sant Pau presenta una barba allargada, és calb i la seva mirada es força tímidament cap a l'esquerra com si estiguessin col·locats en els brancals que flanquejaven una porta o una figura. Tant pel treball dels plecs com per l'estilització de les figures recorden, bé que amb un treball més matusser, la figura de l'arcàngel Gabriel i la de la Mare de Déu en la porta de l'Anunciata de la Seu Vella de Lleida. Les figures han estat datades dins el segle xii, però la seva factura podria apuntar a principis del segle xiii.